# Стройный (эсминец, 1907)
«Стройный» — эскадренный миноносец (контрминоносец) типа «Деятельный».

## История строительства
Эскадренный миноносец заложен в 1905 году на стапеле «Невского судомеханического завода» в Санкт-Петербурге по заказу Морского ведомства России. 2 (15) апреля 1905 года зачислен в списки судов Балтийского флота, спущен на воду 20 декабря 1906 (2 января 1907 год)а, вступил в строй 15 (28) декабря 1907 года. 27 сентября (10 октября) 1907 года официально причислен к подклассу эскадренных миноносцев.

## История службы
В 1912 году «Стройный» прошёл капитальный ремонт. Принимал участие в Первой мировой войне, участвовал в обороне Рижского залива, нёс дозорную и конвойную службу, выставлял минные заграждения. Принимал участие в Ирбенской операции.
Вечером 15 (28) августа 1917 года «Стройный», идя на 17-узловом ходу, сел на мель в Рижском заливе у мыса Кави и 21 августа в ходе воздушной атаки германского самолёта получил повреждения из-за прямого попадания одной авиабомбы в носовую часть и взрыва второй у правого борта (была повреждена обшивка). Спасательные работы были прерваны из-за ветреной погоды.
29 мая 1918 из-за невозможности восстановления эсминец был исключён из списков кораблей РККФ.

## Командиры
- С 22.03.1908 по 10.08.1910 — капитан 2-го ранга Р. И. Берлинг